# Magyarpalatkai református templom
A magyarpalatkai református templom műemlékké nyilvánított templom Romániában, Kolozs megyében. A romániai műemlékek jegyzékében az CJ-II-a-B-07773 sorszámon szerepel.

## Története
A kapu felett 1530-as évszám olvasható, de feltehetőleg ez az átépítés idejét jelzi. Harangja 1650-ben készült.